# Tangente (geometria)

Tangente a uma curva. A linha vermelha é tangente à curva no ponto marcado por um ponto vermelho.

Plano tangente a uma esfera

Na geometria, a reta tangente (ou simplesmente tangente) a uma curva plana em um dado ponto é, intuitivamente, a reta que "apenas toca" a curva naquele ponto. Leibniz a definiu como a reta que passa por um par de pontos infinitamente próximos na curva. Mais precisamente, uma reta é tangente à curva y = f(x) em um ponto x = c se a reta passa pelo ponto (c, f(c)) na curva e tem declive f'(c), onde f' é a derivada de f. Uma definição semelhante se aplica a curvas espaciais e curvas no espaço euclidiano n-dimensional.
O ponto onde a reta tangente e a curva se encontram ou se cruzam é chamado de ponto de tangência. Diz-se que a reta tangente está "indo na mesma direção" que a curva e, portanto, é a melhor aproximação em linha reta para a curva naquele ponto. A reta tangente a um ponto em uma curva diferenciável também pode ser considerada uma aproximação de reta tangente, o gráfico da função afim que melhor se aproxima da função original no ponto dado.
Similarmente, o plano tangente a uma superfície em um dado ponto é o plano que "apenas toca" a superfície naquele ponto. O conceito de tangente é uma das noções mais fundamentais em geometria diferencial e foi amplamente generalizado; veja Espaço tangente.
A palavra "tangente" vem do latim tangere, "tocar".

## Reta tangente a uma curva plana

Uma tangente, uma corda, e uma secante para um círculo

A noção intuitiva de que uma reta tangente "toca" uma curva pode ser tornada mais explícita ao considerar a sequência de retas (retas secantes) passando por dois pontos, A e B, aqueles que estão na curva da função. A tangente em A é o limite quando o ponto B se aproxima ou tende a A. A existência e a unicidade da reta tangente dependem de um certo tipo de suavidade matemática, conhecida como "diferenciabilidade". Por exemplo, se dois arcos circulares se encontram em um ponto agudo (um vértice), então não há tangente definida exclusivamente no vértice porque o limite da progressão das retas secantes depende da direção em que o "ponto B" se aproxima do vértice.
Na maioria dos pontos, a tangente toca a curva sem cruzá-la (embora possa, quando continuada, cruzar a curva em outros lugares longe do ponto de tangente). Um ponto onde a tangente (neste ponto) cruza a curva é chamado de ponto de inflexão. Círculos, parábolas, hipérboles e elipses não têm nenhum ponto de inflexão, mas curvas mais complicadas têm, como o grafo de uma função cúbica, que tem exatamente um ponto de inflexão, ou uma sinusoide, que tem dois pontos de inflexão para cada período do seno.
Por outro lado, pode acontecer que a curva esteja inteiramente em um lado de uma linha reta que passa por um ponto nela, e ainda assim essa linha reta não seja uma linha tangente. Esse é o caso, por exemplo, de uma linha que passa pelo vértice de um triângulo e não o intercepta de outra forma — onde a linha tangente não existe pelas razões explicadas acima. Na geometria convexa, essas linhas são chamadas de linhas de suporte.

### Abordagem analítica
A ideia geométrica da reta tangente como o limite das retas secantes serve como motivação para métodos analíticos que são usados para encontrar retas tangentes explicitamente. A questão de encontrar a reta tangente a um grafo, ou o problema da reta tangente, foi uma das questões centrais que levaram ao desenvolvimento do cálculo no século XVII. No segundo livro de sua Geometria, René Descartes disse sobre o problema de construir a tangente a uma curva: "E ouso dizer que este não é apenas o problema mais útil e mais geral em geometria que conheço, mas até mesmo aquele que sempre desejei conhecer".

#### Descrição intuitiva
Suponha que uma curva seja dada como o grafo de uma função, y = f(x). Para encontrar a reta tangente no ponto p = (a, f(a)), considere outro ponto próximo q = (a + h, f(a + h)) na curva. A inclinação da reta secante que passa por p e q é igual ao quociente de diferença
{\displaystyle {\frac {f(a+h)-f(a)}{h}}}
À medida que o ponto q se aproxima de p, o que corresponde a tornar h cada vez menor, o quociente de diferença deve se aproximar de um certo valor limite k, que é a inclinação da reta tangente no ponto p. Se k for conhecido, a equação da reta tangente pode ser encontrada na forma ponto-inclinação:
{\displaystyle y-f(a)=k(x-a)}

#### Descrição mais rigorosa
Para tornar o raciocínio anterior rigoroso, é preciso explicar o que significa o quociente de diferença se aproximando de um certo valor limite k. A formulação matemática precisa foi dada por Cauchy no século XIX e é baseada na noção de limite. Suponha que o grafo não tenha uma quebra ou uma borda afiada em p e não seja nem vertical nem muito sinuoso perto de p. Então, há um valor único de k tal que, à medida que h se aproxima de 0, o quociente de diferença se aproxima cada vez mais de k, e a distância entre eles se torna insignificante em comparação com o tamanho de h, se h for pequeno o suficiente. Isso leva à definição da inclinação da reta tangente ao grafo como o limite dos quocientes de diferença para a função f. Este limite é a derivada da função f em x = a, denotada f ′(a). Usando derivadas, a equação da reta tangente pode ser declarada da seguinte forma:
{\displaystyle y=f(a)+f'(a)(x-a)}
O cálculo fornece regras para calcular as derivadas de funções que são dadas por fórmulas, como a função de potência, funções trigonométricas, função exponencial, logaritmo e suas várias combinações. Assim, equações das tangentes aos grafos de todas essas funções, assim como muitas outras, podem ser encontradas pelos métodos de cálculo.

#### Como o método pode falhar
O cálculo também demonstra que há funções e pontos em seus grafos para os quais o limite que determina a inclinação da reta tangente não existe. Para esses pontos, a função f não é diferenciável. Há duas razões possíveis para o método de encontrar as tangentes com base nos limites e derivadas falhar: ou a tangente geométrica existe, mas é uma reta vertical, que não pode ser dada na forma ponto-inclinação, pois não tem inclinação, ou o gráfico exibe um dos três comportamentos que impedem uma tangente geométrica.
O gráfico y = x1/3 ilustra a primeira possibilidade: aqui o quociente de diferença em a = 0 é igual a h1/3/h = h−2/3, que se torna muito grande quando h se aproxima de 0. Esta curva tem uma linha tangente na origem que é vertical.
O grafo y = x2/3 ilustra outra possibilidade: este grafo tem uma cúspide na origem. Isto significa que, quando h se aproxima de 0, o quociente de diferença em a = 0 se aproxima de mais ou menos infinito dependendo do sinal de x. Assim, ambas as ramificações da curva estão próximas da meia linha vertical para a qual y=0, mas nenhuma está próxima da parte negativa desta linha. Basicamente, não há tangente na origem neste caso, mas em algum contexto pode-se considerar esta linha como uma tangente, e até mesmo, em geometria algébrica, como uma tangente dupla.
O grafo y = |x| da função do valor absoluto consiste em duas retas com inclinações diferentes unidas na origem. Conforme um ponto q se aproxima da origem pela direita, a reta secante sempre tem inclinação 1. Conforme um ponto q se aproxima da origem pela esquerda, a reta secante sempre tem inclinação −1. Portanto, não há uma tangente única ao grafo na origem. Ter duas inclinações diferentes (mas finitas) é chamado de canto.
Finalmente, uma vez que a diferenciabilidade implica continuidade, a descontinuidade dos estados contrapositivos implica não diferenciabilidade. Qualquer descontinuidade de salto ou ponto não terá uma reta tangente. Isso inclui casos em que uma inclinação se aproxima do infinito positivo enquanto a outra se aproxima do infinito negativo, levando a uma descontinuidade de salto infinita

### Equações
Quando a curva é dada por y = f(x), então a inclinação da tangente é {\displaystyle dy/dx}, então pela fórmula ponto-inclinação a equação da reta tangente em (X, Y) é:
{\displaystyle y-Y={\frac {dy}{dx}}(X)\cdot (x-X)}
onde (x, y) são as coordenadas de qualquer ponto na reta tangente, e onde a derivada é avaliada em {\displaystyle x=X}.
Quando a curva é dada por y = f(x), a equação da reta tangente também pode ser encontrada usando a divisão polinomial para dividir {\displaystyle f\,(x)} por {\displaystyle (x-X)^{2}}; se o resto for denotado por {\displaystyle g(x)}, então a equação da reta tangente é dada por:
{\displaystyle y=g(x)}
Quando a equação da curva é dada na forma f(x, y) = 0 então o valor da inclinação pode ser encontrado por diferenciação implícita, dando:
{\displaystyle {\frac {dy}{dx}}=-{\frac {\partial f}{\partial x}}{\bigg /}{\frac {\partial f}{\partial y}}}
A equação da reta tangente em um ponto (X,Y) tal que f(X,Y) = 0 é então:
{\displaystyle {\frac {\partial f}{\partial x}}(X,Y)\cdot (x-X)+{\frac {\partial f}{\partial y}}(X,Y)\cdot (y-Y)=0}
Esta equação permanece verdadeira se:
{\displaystyle {\frac {\partial f}{\partial y}}(X,Y)=0,\quad {\frac {\partial f}{\partial x}}(X,Y)\neq 0}
Nesse caso a inclinação da tangente é infinita. Se, no entanto,
{\displaystyle {\frac {\partial f}{\partial y}}(X,Y)={\frac {\partial f}{\partial x}}(X,Y)=0}
a reta tangente não é definida e o ponto (X,Y) é dito ser singular.
Para curvas algébricas, os cálculos podem ser simplificados um pouco convertendo para coordenadas homogêneas. Especificamente, deixe a equação homogênea da curva ser g(x, y, z) = 0 onde g é uma função homogênea de grau n. Então, se (X, Y, Z) estiver na curva, o Teorema de Euler implica:
{\displaystyle {\frac {\partial g}{\partial x}}\cdot X+{\frac {\partial g}{\partial y}}\cdot Y+{\frac {\partial g}{\partial z}}\cdot Z=ng(X,Y,Z)=0}
Segue-se que a equação homogênea da reta tangente é:
{\displaystyle {\frac {\partial g}{\partial x}}(X,Y,Z)\cdot x+{\frac {\partial g}{\partial y}}(X,Y,Z)\cdot y+{\frac {\partial g}{\partial z}}(X,Y,Z)\cdot z=0}
A equação da reta tangente em coordenadas cartesianas pode ser encontrada definindo z=1 nesta equação.
Para aplicar isso a curvas algébricas, escreva f(x, y) como:
{\displaystyle f=u_{n}+u_{n-1}+\dots +u_{1}+u_{0}}
onde cada ur é a soma de todos os termos de grau r. A equação homogênea da curva é então:
{\displaystyle g=u_{n}+u_{n-1}z+\dots +u_{1}z^{n-1}+u_{0}z^{n}=0}
A aplicação da equação acima e a definição de z=1 produzem:
{\displaystyle {\frac {\partial f}{\partial x}}(X,Y)\cdot x+{\frac {\partial f}{\partial y}}(X,Y)\cdot y+{\frac {\partial g}{\partial z}}(X,Y,1)=0}
como a equação da reta tangente. A equação nesta forma é frequentemente mais simples de usar na prática, uma vez que nenhuma simplificação adicional é necessária após sua aplicação.
Se a curva for dada parametricamente por:
{\displaystyle x=x(t),\quad y=y(t)}
então a inclinação da tangente é:
{\displaystyle {\frac {dy}{dx}}={\frac {dy}{dt}}{\bigg /}{\frac {dx}{dt}}}
dando a equação para a reta tangente em {\displaystyle \,t=T,\,X=x(T),\,Y=y(T)} como
{\displaystyle {\frac {dx}{dt}}(T)\cdot (y-Y)={\frac {dy}{dt}}(T)\cdot (x-X)}
Se 
{\displaystyle {\frac {dx}{dt}}(T)={\frac {dy}{dt}}(T)=0}
a reta tangente não está definida. Entretanto, pode ocorrer que a reta tangente exista e possa ser computada a partir de uma equação implícita da curva.

### Reta normal para uma curva
A reta perpendicular à reta tangente a uma curva no ponto de tangência é chamada de reta normal à curva naquele ponto. As inclinações das retas perpendiculares têm produto −1, então se a equação da curva é y = f(x) então a inclinação da reta normal é:
{\displaystyle -1{\bigg /}{\frac {dy}{dx}}}
e segue-se que a equação da reta normal em (X, Y) é:
{\displaystyle (x-X)+{\frac {dy}{dx}}(y-Y)=0}
Da mesma forma, se a equação da curva tem a forma f(x, y) = 0  então a equação da reta normal é dada por:
{\displaystyle {\frac {\partial f}{\partial y}}(x-X)-{\frac {\partial f}{\partial x}}(y-Y)=0}
Se a curva for dada parametricamente por:
{\displaystyle x=x(t),\quad y=y(t)}
então a equação da reta normal é:
{\displaystyle {\frac {dx}{dt}}(x-X)+{\frac {dy}{dt}}(y-Y)=0}

### Ângulo entre curvas
O ângulo entre duas curvas em um ponto onde elas se cruzam é definido como o ângulo entre suas linhas tangentes naquele ponto. Mais especificamente, duas curvas são ditas tangentes em um ponto se elas têm a mesma tangente em um ponto, e ortogonais se suas linhas tangentes são ortogonais.

### Múltiplas tangentes em um ponto

A trissetriz de limaçon: uma curva com duas tangentes na origem.

As fórmulas acima falham quando o ponto é um ponto singular. Neste caso, pode haver duas ou mais ramificações da curva que passam pelo ponto, cada ramificação tendo sua própria reta tangente. Quando o ponto é a origem, as equações dessas retas podem ser encontradas para curvas algébricas fatorando a equação formada pela eliminação de todos, exceto os termos de menor grau da equação original. Como qualquer ponto pode ser transformado em origem por uma mudança de variáveis (ou pela translação da curva), isso fornece um método para encontrar as retas tangentes em qualquer ponto singular.
Por exemplo, a equação da trissetriz de limaçon mostrada à direita é:
{\displaystyle (x^{2}+y^{2}-2ax)^{2}=a^{2}(x^{2}+y^{2})}
Expandir isso e eliminar todos os termos, exceto os de grau 2, dá:
{\displaystyle a^{2}(3x^{2}-y^{2})=0}
que, quando fatorado, torna-se:
{\displaystyle y=\pm {\sqrt {3}}x}
Então, essas são as equações das duas retas tangentes através da origem.
Quando a curva não é autocruzante, a tangente em um ponto de referência pode ainda não ser definida de forma única porque a curva não é diferenciável naquele ponto, embora seja diferenciável em outro lugar. Neste caso, as derivadas esquerda e direita são definidas como os limites da derivada, pois o ponto em que ela é avaliada se aproxima do ponto de referência, respectivamente, da esquerda (valores mais baixos) ou da direita (valores mais altos). Por exemplo, a curva y = |x | não é diferenciável em x = 0: suas derivadas esquerda e direita têm respectivas inclinações −1 e 1; as tangentes naquele ponto com essas inclinações são chamadas de tangentes esquerda e direita.
Às vezes, as inclinações das retas tangentes esquerda e direita são iguais, então as retas tangentes coincidem. Isso é verdade, por exemplo, para a curva y = x 2/3, para a qual ambas as derivadas esquerda e direita em x = 0 são infinitas; ambas as retas tangentes esquerda e direita têm equação x = 0.

## Círculos tangentes

Dois pares de círculos tangentes. Acima internamente e abaixo externamente tangente

Dois círculos distintos no mesmo plano são ditos tangentes um ao outro se eles se encontram exatamente em um ponto.
Se pontos no plano são descritos usando coordenadas cartesianas, então dois círculos, com raios {\displaystyle r_{1},r_{2}} e centros {\displaystyle (x_{1},y_{1})} e ( x 2 , y 2 ) {\displaystyle (x_{2},y_{2})} são tangentes um ao outro sempre que
{\displaystyle \left(x_{1}-x_{2}\right)^{2}+\left(y_{1}-y_{2}\right)^{2}=\left(r_{1}\pm r_{2}\right)^{2}}
Os dois círculos são chamados externamente tangentes se a distância entre seus centros for igual à soma de seus raios,
{\displaystyle \left(x_{1}-x_{2}\right)^{2}+\left(y_{1}-y_{2}\right)^{2}=\left(r_{1}+r_{2}\right)^{2}}
ou internamente tangentes se a distância entre seus centros for igual à diferença entre seus raios:
{\displaystyle \left(x_{1}-x_{2}\right)^{2}+\left(y_{1}-y_{2}\right)^{2}=\left(r_{1}-r_{2}\right)^{2}}

## Plano tangente a uma superfície
O plano tangente a uma superfície em um dado ponto p é definido de forma análoga à reta tangente no caso de curvas. É a melhor aproximação da superfície por um plano em p, e pode ser obtido como a posição limite dos planos que passam por 3 pontos distintos na superfície próximos a p, pois esses pontos convergem para p. Matematicamente, se a superfície é dada por uma função {\displaystyle z=f(x,y)}, a equação do plano tangente no ponto {\displaystyle (x_{0},y_{0},z_{0})} pode ser expressa como:
{\displaystyle z-z_{0}={\frac {\partial f}{\partial x}}(x_{0},y_{0})(x-x_{0})+{\frac {\partial f}{\partial y}}(x_{0},y_{0})(y-y_{0})}
Aqui, {\textstyle {\frac {\partial f}{\partial x}}} e {\textstyle {\frac {\partial f}{\partial y}}} são as derivadas parciais da função {\displaystyle f} em relação a {\displaystyle x} e {\displaystyle y} respectivamente, avaliadas no ponto {\displaystyle (x_{0},y_{0})}. Em essência, o plano tangente captura o comportamento local da superfície no ponto específico p. É um conceito fundamental usado em cálculo e geometria diferencial, crucial para entender como as funções mudam localmente em superfícies.

## Variedades de dimensões superiores
De forma mais geral, há um espaço tangente k-dimensional em cada ponto de uma variedade k-dimensional no espaço euclidiano n-dimensional.